# HZE-іони
HZE-іони — компонент галактичних космічних променів, що складається з атомних ядер, важчих за гелій. Абревіатура «HZE» походить від високого (H, англ. high) атомного номера (Z) і енергії (E). Джерело HZE-іонів точно невідоме, але ймовірним джерелом вважаються вибухи наднових. Існує припущення, що значна частина космічних променів надвисоких енергій є HZE-іонами і саме це дозволяє їм долати межу Грейзена–Зацепіна–Кузьміна — теоретичний максимум енергії, яку б мали протони, що приходять з великих відстаней.

## Склад і чисельність
HZE-іони включають ядра всіх елементів, важчих за водень (який має заряд +1 e) і гелій (який має заряд +2 e). Кожен HZE-іон є повністю йонізованим, тобто складається з ядра без електронів, і заряд іона дорівнює атомному номеру ядра.
HZE-іони зустрічаються рідко порівняно з протонами, наприклад, вони складають лише 1 % галактичних космічних променів проти 85 % для протонів. HZE-іони, як і інші галактичні космічні промені, рухаються зі швидкістю, близькою до швидкості світла.
На додаток до HZE-іонів з космічних джерел, HZE-іони виробляються Сонцем. Під час сонячних спалахів та інших проявів сонячної активності HZE-іони утворюються в невеликих кількостях разом із більш розповсюдженими протонами, але їх рівень енергії значно нижчий, ніж у HZE-іонів від космічних променів.
Галактичні космічні промені зазвичай походять із-за меж Сонячної системи та в межах галактики Чумацький Шлях, але ті, що знаходяться за межами Чумацького Шляху, складаються в основному з високоенергетичних протонів з невеликим компонентом HZE-іонів.
Результати Обсерваторії П'єра Оже вказують, що космічні промені надвисоких енергій містять значну частку HZE-іонів, яка зростає зі збільшенням енергії. Саме HZE-іонами могли б пояснюватись найбільші спостережувані енергії космічних променів (накі, як частинка Oh-My-God), бо протони з такими енергіями не могли б дозодити до Землі від найбільш ймовірних позагалактичних джерел через межу Грейзена–Зацепіна–Кузьміна.

## Біологічний вплив
Хоча HZE-іони складають невелику частку космічних променів, їхній високий заряд і висока енергія спричиняють їх значний внесок у загальний біологічний вплив космічних променів, що робить їх таким саме значним біологічним фактором, як і протони. Найбільш небезпечними галактичними космічними променями є важкі іонізовані ядра, наприклад Fe+26, ядро заліза із зарядом +26 e. HZE-іони можуть проникати крізь товсті шари екранування та тканин тіла, розриваючи молекули ДНК, пошкоджуючи гени та вбиваючи клітини.
Для HZE-іонів, які походять від сонячно-протонних штормів, існує лише невеликий внесок у поглинену людиною дозу радіації. Під час шторму утворюється настільки мала кількість важких іонів, що їх вплив невеликий. Усі їхні енергії на атомну одиницю маси значно менші, ніж у протонів у тому самому штормі, що означає, що протони є найбільшим внеском в опромінення тіла астронавта під час SPE.